# Кертвуд Сміт
Кертвуд Сміт (англ. Kurtwood Smith; 3 липня 1943) — американський актор.

## Біографія
Кертвуд Сміт народився 3 липня 1943 року в місті Нью-Лісабон, штат Вісконсин. Батько Джордж Сміт, мати Мейбл Аннет Лунд. Навчався в середній школі Canoga Park, штат Каліфорнія. У 1965 році отримав ступінь бакалавра в коледжі Сан-Хосе, штат Каліфорнія. У 1969 році отримав ступінь магістра образотворчих мистецтв у Стенфордському університеті.

## Кар'єра
З 1970-х років Кертвуд Сміт став виступати як театральний актор. Потім вирушив до Лос-Анджелеса і почав зніматися на телебаченні і в кіно. Знімався у таких фільмах, як «Спалах» (1984), «Робот-поліцейський» (1987), «Спілка мертвих поетів» (1989), «Зоряний шлях 6: Невідкрита країна» (1991), «Фортеця» (1992), та телесеріалах «Шоу 70-х» (1998—2006), «Воскресіння» (2014).

## Особисте життя
26 червня 1964 року дружиною Кертвуда стала Сесілія Соуза, у 1974 році вони розлучилися. У них народилося двоє дітей: син Шеннон Сміт і дочка Лорел Гарнер. 5 листопада 1988 року його дружиною стала Джоан Пайркл.

## Фільмографія

### Фільми
| Рік  |     | Українська назва                  | Оригінальна назва                      | Роль                                 |
| ---- | --- | --------------------------------- | -------------------------------------- | ------------------------------------ |
| 1980 | ф   |                                   | Roadie                                 | охоронець                            |
| 1981 | ф   |                                   | Zoot Suit                              | сержант Сміт                         |
| 1983 | ф   | Залишатись живим                  | Staying Alive                          | хореограф                            |
| 1983 | ф   |                                   | Going Berserk                          | Кларенс                              |
| 1984 | ф   | Спалах                            | Flashpoint                             | Карсон                               |
| 1987 | ф   | Робот-поліцейський                | RoboCop                                | Кларенс Дж. Боддікер                 |
| 1988 | ф   | Рембо III                         | Rambo III                              | Гріггс                               |
| 1988 | ф   |                                   | Two Idiots in Hollywood                | окружний прокурор                    |
| 1989 | ф   |                                   | True Believer                          | Роберт Рейнард                       |
| 1989 | ф   | Спілка мертвих поетів             | Dead Poets Society                     | містер Перрі                         |
| 1989 | ф   |                                   | Heart of Dixie                         | професор Флурной                     |
| 1990 | кф  | 12:01 вечора                      | 12:01 PM                               | Майрон Каслмен                       |
| 1990 | ф   | Швидкі зміни                      | Quick Change                           | Ломбіно                              |
| 1991 | ф   | Оскар                             | Oscar                                  | лейтенант Тумі                       |
| 1991 | ф   | Справа фірми                      | Company Business                       | Елліот Джефф                         |
| 1991 | ф   | Зоряний шлях 6: Невідкрита країна | Star Trek VI: The Undiscovered Country | президент Федерації                  |
| 1991 | ф   | Тіні і туман                      | Shadows and Fog                        | послідовник Фогеля                   |
| 1992 | ф   | Фортеця                           | Fortress                               | директор в'язниці По                 |
| 1993 | ф   | Гелена в ящику                    | Boxing Helena                          | доктор Алан Палмер                   |
| 1993 | ф   |                                   | The Crush                              | Кліфф Форестер                       |
| 1993 | ф   | Робот-поліцейський 3              | RoboCop 3                              | Кларенс Дж. Боддікер (архівні кадри) |
| 1995 | ф   | Померти заради                    | To Die For                             | Ерл Стоун                            |
| 1995 | ф   | В облозі 2: Темна територія       | Under Siege 2: Dark Territory          | генерал Стенлі Купер                 |
| 1995 | ф   | Останній з собачого племені       | Last of the Dogmen                     | шериф Діган                          |
| 1996 | ф   |                                   | Citizen Ruth                           | Норм Стоні                           |
| 1996 | ф   | Зламана стріла                    | Broken Arrow                           | міністр оборони Бейрд                |
| 1996 | ф   | Час вбивати                       | A Time to Kill                         | Стемп Сіссон                         |
| 1997 | ф   | Префонтейн                        | Prefontaine                            | Кертіс Каннінгем                     |
| 1998 | ф   | Зіткнення з безоднею              | Deep Impact                            | Отіс Гефтер                          |
| 1999 | ф   | Перерване життя                   | Girl, Interrupted                      | доктор Крамбл                        |
| 2002 | ф   |                                   | Teddy Bears' Picnic                    | Вільям Істер                         |
| 2004 | ф   |                                   | Evil Remains                           | доктор Теодор Розен                  |
| 2005 | ф   |                                   | The Trouble with Dee Dee               | Вільям Резерфорд                     |
| 2006 | ф   |                                   | Hard Scrambled                         | Бенно                                |
| 2007 | ф   |                                   | Entry Level                            | Нік                                  |
| 2007 | мф  |                                   | Green Lantern: First Flight            | Канджар Ро (голос)                   |
| 2011 | ф   | Зовсім не бабій                   | Cedar Rapids                           | Орін Гелгессон                       |
| 2012 | ф   | Гічкок                            | Hitchcock                              | Джеффрі Шурлок                       |
| 2013 | мф  | Турбо                             | Turbo                                  | генеральний директор (голос)         |
| 2015 | мф  | Звичайне шоу в кіно               | Regular Show: The Movie                | Джін (голос)                         |
| 2017 | ф   | Жах Амітівілля: Пробудження       | Amityville: The Awakening              | доктор Мілтон                        |
| 2017 | ф   |                                   | El Camino Christmas                    | шериф Боб Фуллер                     |
| 2022 | док |                                   | In Search of Tomorrow                  | у ролі самого себе                   |
| 2022 | ф   | Та, що породжує вогонь            | Firestarter                            | Джозеф Ванлесс                       |

### Телебачення
| Рік       |    | Українська назва                | Оригінальна назва                  | Роль                                                             |
| --------- | -- | ------------------------------- | ---------------------------------- | ---------------------------------------------------------------- |
| 1980      | с  |                                 | Me and Maxx                        | Дуейн (Епізод: "Some Are Savers")                                |
| 1983      | с  |                                 | The Renegades                      | капітан Скенлон (6 епізодів)                                     |
| 1984      | с  | Команда А                       | The A-Team                         | містер Карсон (Епізод: "The Battle of Bel Air")                  |
| 1986      | с  | Північ і Південь                | North and South                    | Хайрем Бердан (6 епізодів)                                       |
| 1989      | с  | Кошмарні роки                   | The Nightmare Years                | Йозеф Геббельс (4 епізоди)                                       |
| 1996      | с  | Цілком таємно                   | The X-Files                        | Білл Паттерсон (Епізод: "Гротеск")                               |
| 1996      | с  | Зоряний шлях: Глибокий космос 9 | Star Trek: Deep Space Nine         | Тракс (Епізод: "Things Past")                                    |
| 1997      | мс | Люди в чорному                  | Men in Black: The Series           | Агент H / Форбіс (2 епізоди)                                     |
| 1997      | с  | Зоряний шлях: Вояджер           | Star Trek: Voyager                 | Анноракс (Епізод: "Year of Hell")                                |
| 1998—2006 | с  | Шоу 70-х                        | That '70s Show                     | Ред Форман (200 епізодів)                                        |
| 1999      | с  | Третя планета від Сонця         | Third Rock from the Sun            | Джейкоб Соломон (Епізод: "Dick Solomon of the Indiana Solomons") |
| 2001      | мс | Бетмен майбутнього              | Batman Beyond                      | агент Джеймс Беннет (Епізод: "Countdown")                        |
| 2001      | мс | Ліга Справедливості             | Justice League                     | прокурор (Епізод: "In Blackest Night")                           |
| 2002      | с  | Усі люблять Реймонда            | Everybody Loves Raymond            | відомий бейсболіст (Епізод: "Tissues")                           |
| 2004      | с  | Малькольм у центрі уваги        | Malcolm in the Middle              | диреторк Блок (Епізод: "Dirty Magazine")                         |
| 2006—2009 | с  | Медіум                          | Medium                             | агент Едвард Купер (3 епізоди)                                   |
| 2007      | с  | Ясновидець                      | Psych                              | капітан Коннерс (Епізод: "Forget Me Not")                        |
| 2007      | с  | Доктор Хаус                     | House M.D.                         | доктор Об'єдков (Епізод: "Недоумкуватий")                        |
| 2009      | с  | 24                              | 24                                 | сенатор Блейн Майер (7 епізодів)                                 |
| 2009      | мс | Сім'янин                        | Family Guy                         | у ролі самого себе (Епізод: "Dog Gone")                          |
| 2011      | мс | Зелений Ліхтар                  | Green Lantern: The Animated Series | Шиір (Епізод: "Beware My Power")                                 |
| 2012—2016 | мс | Звичайне шоу                    | Regular Show                       | Джин (7 епізодів)                                                |
| 2014—2015 | с  | Воскресіння                     | Resurrection                       | Генрі Ленгстон (21 епізод)                                       |
| 2015      | мс | Рік та Морті                    | Rick and Morty                     | генерал Натан (Епізод: "Get Schwifty")                           |
| 2015—2016 | с  | Агент Картер                    | Agent Carter                       | Вернон Мастерс (7 епізодів)                                      |
| 2015—2018 | с  | Патріот                         | Patriot                            | Леслі Кларет (10 епізодів)                                       |
| 2017—2020 | с  | Ранчо                           | The Ranch                          | Сем Петерсон (6 епізодів)                                        |
| 2018      | с  | Людина майбутнього              | Future Man                         | Вайз (Епізод: "The Binx Ultimatum")                              |
| 2019      | с  | ТОВ «Вічна благодать»           | Perpetual Grace, LTD               | дядько Дейв (6 епізодів)                                         |
| 2019      | с  | Форс-мажори                     | Suits                              | Тед Такер (Епізод: "Scenic Route")                               |
| 2019      | с  |                                 | Perfect Harmony                    | Тінслі (Епізод: "It's Electric")                                 |
| 2020      | мс | Зоряний шлях: Нижні палуби      | Star Trek: Lower Decks             | Клаар (Епізод: "Veritas")                                        |
| 2021      | с  | Спадщина Юпітера                | Jupiter's Legacy                   | Міллер (Епізод: "All the Devils Are Here")                       |
| 2022      | с  | Вибула                          | The Dropout                        | Девід Бойс (3 епізоди)                                           |
| 2023—2024 | с  | Шоу 90-х                        | That '90s Show                     | Ред Форман (26 епізодів)                                         |
| 2024      | мс | Монстри за роботою              | Monsters at Work                   | Алістер Клоботтом (3 епізоди)                                    |

### Відеоігри
| Рік  |    | Українська назва                      | Оригінальна назва                     | Роль           |
| ---- | -- | ------------------------------------- | ------------------------------------- | -------------- |
| 2001 | вг | Fallout Tactics: Brotherhood of Steel | Fallout Tactics: Brotherhood of Steel | генерал Деккер |